# Графична система на глаголицата
Графичната система на глаголицата се отличава с уравновесеност, която по-често е вертикална, но и хоризонтална (т.е., спрямо вертикалната и хоризонталната средна ос, разделящи графичното поле на четири). Някои от буквите са напълно симетрични или по вертикалата, или по хоризонталата.

## Общо описание
Глаголицата е единна и еднородна система. Всяка глаголическа буква е изградена от няколко (най-малко три) къси чертици, които са основен градивен елемент в глаголическата графика с функцията си да изграждат цялостно и завършено глаголическите знаци.
От геометрично гледище се използват два вида чертици – права линия и дъга с голям радиус.
От функционално гледище чертиците биват четири вида:
- знакоизграждащи
- свързващи
- уравновесяващи
- факултативни (незадължителни)

Чертиците, често свързани по две, образуват в глаголическата графема ъгли, близки до правия, а свързани две по две – затворена фигура: правоъгълен четириъгълник и три вида кръгове: малки, средни (които преобладават) и големи.
Най-характерен знаков компонент в глаголическата графична система е петлицата, която бива три вида:
| голяма: |   |                        |
| средна: | , | (повече при двойки)    |
| малка:  | , | (в съчетание с корпус) |

Петлицата винаги се свързва към друга буквена част: или с лигатурна (свързваща) чертица, или без нея. Хоризонталните петлици се свързват само в най-високата си част. Свързващите чертици при останалите петлици се стремят към центъра на буквеното поле:
, 
В графичната система на глаголицата се срещат и следните фигури:
- правоъгълен четириъгълен корпус (рядко):
- триъгълник: , , , , , ,
- отворена Ш-образна фигура:
  - в горната част на буквеното пространство: ,
- отворена V-образна фигура: , ,

В глаголицата могат условно да се обособят няколко групи букви, близки по фонетичните и акустичните си характеристики

## Знаци заииѝ
Глаголицата познава три знака за и: ,  и 
Буквите  и  имат еднаква горна част, а  и  включват в строежа си триъгълник като градивен елемент.
Буквата  включва в себе си два градивни елемента, всеки от които поотделно участва в строежа на една от другите две букви от тази група.
Триъгълникът се среща като компонент:
- на три йотувани гласни: ,  и ,
- но и на палаталните съгласни:  и .

Оттук може да се предположи, че буквите  и  съдържат в себе си елемент [j].
В някои стари глаголически паметници буквата  се пише почти редовно в началото на думите и след гласна (Киевски листи, Зографско евангелие), което може да означава, че тази буква е имала звукова стойност [ji].
Буквата  в Киевските листи, паметник произлизащ непосредствено от Кирило-Методиевата традиция, се използва с фонетична стойност [i]. Зографското евангелие обаче дава друга картина:
 = [ji],  = [i] и  = [j].
Въпреки това, от посочените примери става ясно, че в глаголицата има буква за [j]. В подкрепа на тази хипотеза може да се посочи и фактът, че числовата стойност
- на  и  е 10,
- а на  е 20.

След  се намира буквата , която е имала стойност палатализирано г, а в хърватската глаголица има стойност [j].

## Букватаазъи последователността на буквите в азбуката
Най-автономен знак в глаголицата е . По думите на Черноризец Храбър, тя: „великыимъ раздвижениемъ оустъ възгласитъ сѧ, а она писмена малыимъ раздвижениемъ оустъ възгласѫтъ сѧ и исповѣдоуѭтъ сѧ“.
В старобългарски гласната [a] е имала доста широк изговор, което се разбира от заемки като олътаръ (<altare, лат.) и поганъ (<paganus, лат.), където неудареното латинско [a] е схванато като по-тясното [o], което е по-широко от гръцкото, предавано с оу: Солоунъ < Θεσσαλονίκη (също и α > о), но [o] под ударение винаги се предава с о: Θеодоръ, Θома, текътонъ и т.н.
С буквата  също се означавал широк гласен звук, но е поставена редом с  заради прейотацията си в начало на дума и след гласна.
Буквата  е поставена на първо място в азбуката, като е отделена от други, близки по звукова стойност букви, и под влияние от гръцката азбука, която е оказала влияние и върху състава на глаголическата азбука – има букви за типично гръцки звукове:
, , , 
Буквата у е съставена от елементите ο + υ:  +  = .

## Глаголицата и други азбуки
Външно някои глаголически букви напомнят на такива от:
- еврейската азбука:
  -  → א (алеф),
  -  → ב (бет),
  -  → ף (пе крайно),
  -  → ג (гимел),
  -  → כ (каф),
  -  → נ (нун),
  -  → ת (тав),
  -  → צ (цаде),
  -  → ש (шин);
- от арменската азбука:
  -  → Դ,
  -  → Զ,
  -  → Ձ,
  -  → Ժ,
  -  → Խ,
  -  → Վ;
- от латинската азбука:  → V;
- от руническата азбука:  → (f);
- от гръцката азбука:  → Ф.